# Comarca de João Pessoa
A Comarca de João Pessoa, ou Comarca da Capital, é uma comarca de terceira entrância localizada no município de João Pessoa, capital do estado da Paraíba, Brasil.
A Comarca da Capital está integrada com as comarcas dos municípios de Cabedelo, Santa Rita e Bayeux.
Apresenta, entre outras, 17 varas cíveis.

## Estatísticas eleitorais
Integram a comarca de João Pessoa, as zonas eleitorais de números 1ª, 64ª, 70ª, 76ª e 77ª, que juntas possuíam, no ano de 2016, o número de eleitores inscritos na ordem de 554 352.